# Kasteel van Lezhë
Het Kasteel van Lezhë (Albanees: Kalaja e Lezhës) is een burcht op een 186 meter hoge heuvel in de Albanese stad Lezhë, hoofdplaats van de gelijknamige prefectuur.
Bezienswaardig zijn — ofschoon veel voor de leek niet meer als dusdanig herkenbaar is — met name de opslagplaats, het arsenaal, de uitkijktoren, de centrale moskee met rechthoekig grondplan en ruïnes van de minaretbasis in de noordwestelijke hoek (vroeger van wenteltrap voorzien), de zuidoostelijke toren met Romeinse boog en de Illyrische toren aan de zuidkant. Op de heuvelflank op de weg naar het kasteel zijn net zoals in de stad resten van Illyrische versterkingen te zien.

## Geschiedenis
De burcht werd oorspronkelijk door de Illyriërs gebouwd, maar werd heropgebouwd door de Venetianen in 1440. In 1522, na de Ottomaanse verovering, werd het opnieuw door de Ottomanen heropgebouwd. Het kasteel vertoont sporen van zowel Illyrische, Romeinse, Byzantijnse en Ottomaanse architectuur en was destijds onderdeel van een communicatieketen waarbij men met lichtsignalen in staat was via de verschillende kastelen boodschappen door te geven: vanuit Lezhë kon direct worden gecommuniceerd met het Rozafakasteel in Shkodër en met het kasteel van Krujë, vanaf die laatste stad verder naar het Petrelëkasteel bij Tirana enzovoorts.

## Bereikbaarheid
Vanaf het stadscentrum neemt het ongeveer een halfuur in beslag om de burcht te voet te bereiken. Vanop de heuvel is er steeds een mooi uitzicht op de stad, de Adriatische Zee in de verte en de vlaktes in de omgeving.
In 2012 werd een geasfalteerde autoweg tussen het stadscentrum en de burcht opgeleverd. Voor die datum was er geen bewegwijzering, en kon het pad bij momenten gevaarlijk (losse stenen, geen balustrade) of onduidelijk zijn. Door dichte begroeiing aan de zuidwestkant was het toen ook niet mogelijk geheel rond het kasteel te wandelen.
Kasteel van Berat · Kasteel van Burgajet · Kasteel van Grezhdani · Kasteel van Krujë · Kasteel van Durrës · Kasteel van Ishëm · Kasteel van Rodoni · Kasteel van Elbasan · Kasteel van Peqin · Kasteel van Margëlliç · Kasteel van Gjirokastër · Kasteel van Libohovë · Kasteel van Kardhiq · Kasteel van Mok · Kasteel van Pogradec · Kasteel van Shpellë · Kasteel van Trajan · Kasteel van Ventrok · Kasteel van Lezhë · Kasteel van Drisht · Kasteel van Rozafa · Kasteel van Vau-Dejës · Kasteel van Gajtan · Kasteel van Bashtovë · Kasteel van Dajti · Kasteel van Prezë · Kasteel van Tirana · Kasteel van Lalm · Kasteel van Ali Pasha · Kasteel van Kaninë · Kasteel van Lëkurësi · Kasteel van Porto Palermo